# Чешуйчатый лягушкорот
Чешуйчатый лягушкорот
(лат. Batrachostomus stellatus) — вид птиц из семейства лягушкоротов (Podargidae). Подвидов не выделяют.

## Описание
Длина тела 21—25 см. Вес 47—48,5 г. Существует две морфы, а также промежуточные варианты окраски. Половой диморфизм отсутствует.
Ведут ночной образ жизни. Питаются насекомыми (известно, что в рацион входят прямокрылые, а также жуки и бабочки).

## Распространение
Обитают в Юго-Восточной Азии на крайнем юге Таиланда, на территории Малаккского полуострова и  Суматры, на Калимантане, а также на некоторых архипелагах и островах рядом с ними. В Сингапуре вымерли. Живут в дождевых лесах.